# Asbach (Ilm)
Der Asbach ist ein linker Nebenfluss der Ilm mit einer Länge von etwa sieben Kilometern. Er entspringt am Südhang des Ettersberg bei Daasdorf am Berge im Landkreis Weimarer Land und fließt von dort Richtung Osten durch die Nordvorstadt von Weimar und mündet dann von links in die Ilm.

## Verlauf
Der Asbach entspringt am Südhang des Ettersberges bei Daasdorf am Berge und fließt von dort kanalisiert durch den Ort hindurch. Am östlichen Ortsausgang nimmt er den von Norden kommenden Kratzbach links auf. Von dort fließt er nach Osten, südlich an Gaberndorf vorbei und kreuzt die in diesem Abschnitt identischen Bundesstraßen 7 und 85. Er verläuft weiter durch das Naturschutzgebiet Paradies westlich von Weimar-West. Danach fließt er durch die Nordvorstadt von Weimar durch den nur noch teilweise erhaltenen Asbach-Grünzug. Er fließt durch ein Gewerbegebiet und südlich des Wimaria-Stadions vorbei. Unter dem Hermann-Brill-Platz ist der Bach kanalisiert und tritt dann wieder in einem mit Bäumen angelegten Graben südlich der Asbachstraße aus. Anschließend fließt er kanalisiert unter dem früheren Gauforum hindurch, wo er den ebenfalls kanalisierten Lottenbach seit dessen Umverlegung Ende der 1920er rechts aufnimmt. Der Asbach tritt dann nördlich vom E-Werk aus und mündet dort in die Ilm. Insgesamt hat der Asbach im Stadtgebiet von Weimar eine Länge von 5,5 Kilometern.

## Geschichte und Nutzung

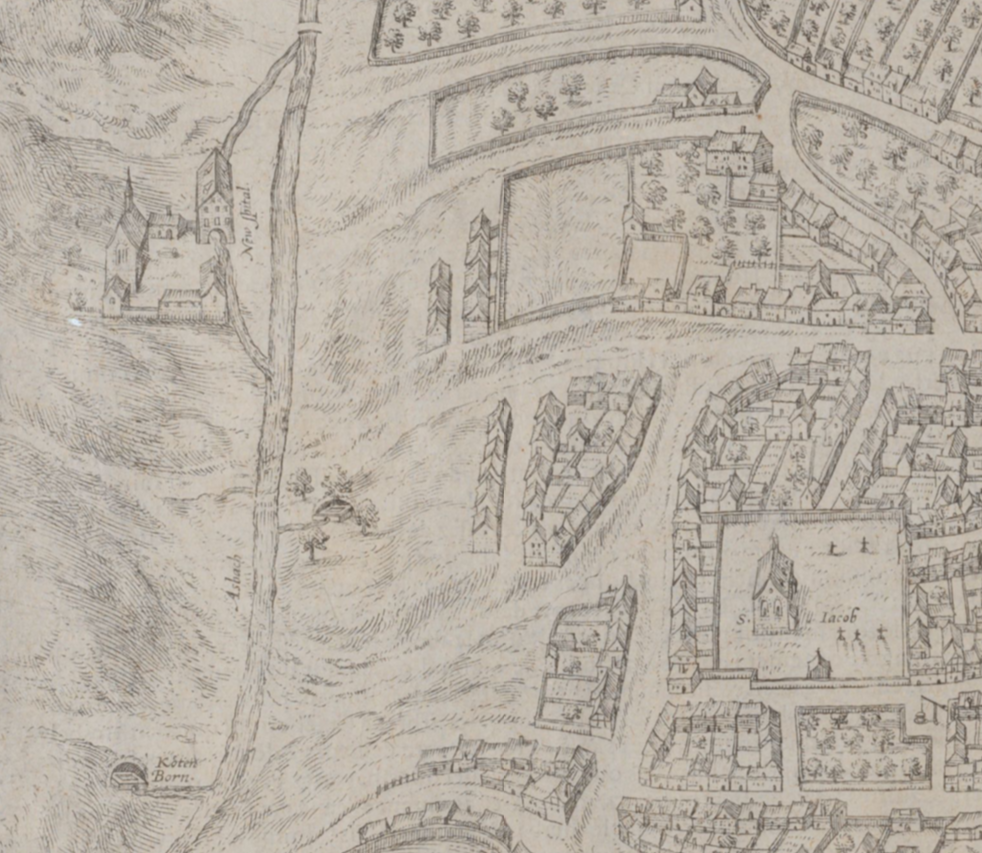
Asbach-Tal in Weimar mit Silberbrunnen (hier Kötenborn) und Goldbrunnen (hier nicht beschriftet) sowie dem Spital St. Nikolaus.
Frans Hogenberg, „Wolfscher Plan“, Köln 1581 (Ausschnitt).

Das Asbach-Tal bildete als Feuchtgebiet früher durch seine Tiefe von etwa zehn Metern im Vergleich zum umliegenden Gelände die nördliche Begrenzung der Stadt Weimar. Noch heute sind geringe Reste dieses ehemals unbebauten Gebietes als Asbach-Grünzug vorhanden. Das Asbach-Tal verlief entlang dem heutigen Gelände des Wimaria-Stadions, dem Hermann-Brill-Platzes, Schwanseebad und Weimarhallenpark, sowie der Parkanlage vorm Neuen Museum. Noch heute sind abgesehen von der Parkanlage vor dem Neuen Museum die anderen genannten Gebiete unbebaut und von Grünflächen geprägt, wenn auch das zusammenhängende Bild eines Grünzuges verloren ist. Allerdings wurde bereits durch den Bau des Neuen Museums und der Anlage eines Parks um 1890 der Asbach kanalisiert und zwei Quellen, die sich dort befanden (der Silberbrunnen, auch Kettenbrunnen oder Kötenborn genannt, und der Goldbrunnen), verschüttet. Insgesamt wurde das Gelände durch diese Maßnahmen etwa vier bis fünf Meter angehoben. In den 1920er Jahren wurde mit der Anlage des Schwanseebades und des Weimarhallenparks auch im westlichen Stadtbereich das Asbach-Tal zur Parklandschaft umgestaltet. Die Parkanlage vor dem Neuen Museum wurde durch den Bau des Gauforums erneut aufgeschüttet. In diesem Zusammenhang verschwand auch der Kettenberg, eine Erhebung vom Asbach zur Jakobsvorstadt.
Der Asbach diente kaum der Brauch- und Löschwasserversorgung der Stadt, im Gegensatz zum Lottenbach. Nur das am Asbach gelegene Spital St. Nikolaus nutzte den Bach. Allerdings trieb der Asbach eine kleine Schleifmühle an, die 1778 erstmals erwähnt wurde. Die Schleifmühle war wohl die kleinste aller Weimarer Mühlen und wurde um 1780 auch als Papier- und Farbenmühle genutzt und gehörte im späten 18. Jahrhundert Friedrich Justin Bertuch. Wann die Mühle stillgelegt wurde, ist nicht genau bekannt, es muss in der zweiten Hälfte des 19. Jahrhunderts gewesen sein. Von der Mühle sind keine Gebäude mehr erhalten, das gesamte Gelände wurde für den Bau des Gauforums aufgefüllt.